# 克拉克斯伯勒 (新澤西州)
克拉克斯伯勒（英語：Clarksboro）是位於美國新澤西州格洛斯特縣的非建制地區。

## 歷史
克拉克斯伯勒的郵局自1827年營運至今。

## 地理
克拉克斯伯勒所處的海拔為高於海平面19米（即62英呎），而該地所採用的時區為UTC-5，即北美东部时区（EST）。同時該地設有夏令時間，為UTC-5調快一小時，即UTC-4（EDT）。